# Wildfire (álbum)
Wildfire es el tercer álbum de estudio de la cantante y compositora estadounidense Rachel Platten. Fue lanzado el 1 de enero de 2016 por Columbia Records y Sony Music Entertainment. El álbum debutó en el número cinco en US Billboard 200, con 45.000 unidades álbum equivalente (29.000 de las ventas de álbumes puros) en su primera semana. El 9 de marzo de 2016, el álbum fue certificado Oro por la Asociación de la Industria de Grabación de América (RIAA) por ventas combinadas y reproducción en streaming equivalentes a 500.000 unidades. 
El álbum incluye "Fight Song", su primer corte de difusión que fue lanzado en febrero de 2015, el sencillo alcanzó el puesto número seis en el Billboard Hot 100 y encabezó las listas en Escocia y el Reino Unido. el segundo sencillo del álbum, "Stand by You", fue lanzado el 11 de septiembre de 2015. El álbum tercer sencillo, "Better Place", fue lanzado el 24 de marzo de 2016.

## Promoción

### Sencillos
El 19 de febrero de 2015, fue lanzado "Fight Song" como el primer adelanto del trabajo de Platten. "Fight Song" alcanzó el puesto número seis en los Estados Unidos en el Billboard Hot 100 y encabezó el Singles Chart en el Reino Unido. 
"Stand By You" se convertiría en el primer sencillo de su álbum Wildfire, fue lanzado el 11 de septiembre de 2015. Desde entonces, ha alcanzado su punto máximo en el número treinta y siete en el Billboard Hot 100. Las canciones "Lone Ranger", "Beating Me Up", y "Congratulations" estaban disponibles como pre-pedidos individuales (publicadas anteriormente como parte de Fight Song EP), así como "Better Place". El 24 de marzo de 2016, "Better Place" fue lanzado como el tercer sencillo del álbum.

### Tour
En apoyo del álbum, la cantante se embarcó en "The Wildfire Tour". La gira comenzó el 26 de febrero de 2016, en Dallas, Texas y terminará de noviembre de 2016 en Los Ángeles.

## Recepción de la crítica
Wildfire recibió críticas mixtas de los críticos de música. En Metacritic, que asigna una calificación normalizada de 100 a comentarios de la prensa de corriente, el álbum tiene una puntuación media de 52 sobre 100, lo que indica "críticas" o promedio basado en 4 críticas.
Stephen Thomas Erlewine de Allmusic calificó el disco con tres de cinco estrellas y afirma: "Platten se especializa en melodías que llegan a tocar el cielo y grandes superficies rimbombantes, estos son los elementos que impulsan Wildfire".
En Digital Journal, Markos Papadatos el dio una clasificación al álbum de "A", afirmando que "Rachel Platten ha fijado el nivel muy alto con su nuevo álbum, Wildfire. No hay pistas de relleno en esta versión. Que ha ido acumulando una calificación A".
Tony Clayton-Lea de The Irish Times calificó el álbum con tres estrellas de cinco y afirma que las canciones son "canciones pop construidas para soportar una bola de demolición."
En una revisión positiva para The Red and Black, Emma Korstanje escribe el disco "se hizo memorable por su yuxtaposición descarado, canciones confidentes que ofrecen emoción cruda."

## Lista de canciones
| Standard edition |                                               |                |               |          |  |
| N.º              | Título                                        | Escritor(es)   | Productor(es) | Duración |  |
| 1.               | «Stand by You»                                | Rachel Platten | Levine        | 3:39     |  |
| 2.               | «Hey Hey Hallelujah» (featuring Andy Grammer) | Platten        | Levine        | 2:56     |  |
| 3.               | «Speechless»                                  | Platten        | Levine        | 3:19     |  |
| 4.               | «Beating Me Up»                               | Platten        | Levine        | 3:09     |  |
| 5.               | «Fight Song»                                  | Platten        | Levine        | 3:24     |  |
| 6.               | «Better Place»                                | Platten        | Levine        | 2:56     |  |
| 7.               | «Lone Ranger»                                 | Platten        | West          | 3:10     |  |
| 8.               | «You Don't Know My Heart»                     | Platten        | Levine        | 3:34     |  |
| 9.               | «Angels in Chelsea»                           | Platten        | Levine        | 3:56     |  |
| 10.              | «Astronauts»                                  | Platten        | Levine        | 3:37     |  |
| 11.              | «Congratulations»                             | Platten        | Levine        | 3:46     |  |
| 12.              | «Superman»                                    | Platten        | Levine        | 3:22     |  |

| Target bonus tracks |                           |              |               |          |  |
| N.º                 | Título                    | Escritor(es) | Productor(es) | Duración |  |
| 13.                 | «Lonely Planet»           | Platten      | Levine        | 3:09     |  |
| 14.                 | «Stand by You» (Acoustic) | Platten      | Levine        | 3:53     |  |
| 15.                 | «Speechless» (Acoustic)   | Platten      | Levine        | 3:31     |  |

| Japan bonus tracks |                                  |              |               |          |  |
| N.º                | Título                           | Escritor(es) | Productor(es) | Duración |  |
| 16.                | «Fight Song» (Dave Aude Remix)   | Platten      | Levine        | 3:21     |  |
| 17.                | «Stand By You» (DJ Mike D Remix) | Platten      | Levine        | 3:22     |  |

## Charts
| Ranking 2016                       | Mejor posición |
| ---------------------------------- | -------------- |
| Australia (ARIA)                   | 12             |
| Bélgica (Ultratop flamenca)        | 132            |
| Canadá (Billboard Canadian Albums) | 6              |
| Irlanda (IRMA)                     | 84             |
| Japanese Albums (Oricon)           | 38             |
| Nueva Zelanda (Recorded Music NZ)  | 37             |
| Swedish Albums (Sverigetopplistan) | 29             |
| Suiza (Schweizer Hitparade)        | 85             |
| Reino Unido (UK Albums Chart)      | 35             |
| Estados Unidos (Billboard 200)     | 5              |

## Lanzamientos
| Región         | Fecha               | Versión  | Formato          | Sello discográfico | Referencias |
| -------------- | ------------------- | -------- | ---------------- | ------------------ | ----------- |
| Mundial        | 1 de enero de 2016  | Standard | Digital          | Columbia           | [ 18 ]      |
| Estados Unidos | 1 de enero de 2016  | Deluxe   | CD               | Columbia           | [ 19 ]      |
| Japón          | 13 de abril de 2016 | Deluxe   | Digital download | Columbia           | [ 20 ]      |